# Magreglio
Magreglio (lombardul: Magrèj) település Olaszországban, Lombardia régióban, Como megyében. Lakosainak száma 684 fő (2023. január 1.). Magreglio Barni, Civenna, Sormano, Bellagio és Oliveto Lario községekkel határos.

## Népesség
A település lakossága az elmúlt években az alábbi módon változott:
| Lakosok száma | 669  | 667  | 684  |
|               | 2017 | 2018 | 2023 |